# Amt Schönberger Land
La comunità amministrativa di Schönberger Land (Amt Schönberger Land) si trova nel circondario del Meclemburgo Nordoccidentale nel Meclemburgo-Pomerania Anteriore, in Germania.

## Suddivisione
Comprende 8 comuni (abitanti il 31 dicembre 2022):
1. Dassow, città (4 038)
2. Grieben (162)
3. Lüdersdorf (5 330)
4. Menzendorf (242)
5. Roduchelstorf (251)
6. Schönberg, città *  (4 711)
7. Selmsdorf (3 192)
8. Siemz-Niendorf (638)

Il capoluogo è Schönberg.